# A-610
La autovía A-610 es una autovía autonómica que continúa a la N-610 (Benavente-Palencia) y llega hasta Magaz de Pisuerga contactando con la A-67 (Cantabria-Meseta) y con la A-62 E-80 (Burgos-Portugal).
Sirve de enlace para entrar a la ciudad de Palencia y tiene una distancia aproximadamente 7 km y medio. Palencia tiene más enlaces como la autovía P-11, que actúa de enlace Sur.

## Tramos
| Denominación | Tramo                                              | Kilómetros | Año servicio |
| ------------ | -------------------------------------------------- | ---------- | ------------ |
| A-610        | Palencia Calle Andalucía - Magaz de Pisuerga N-620 | 7,5        | 1999         |

## Salidas
| Esquema | Salida | Velocidad | Sentido Palencia                               | Sentido Magaz                                              | Carretera       | Notas |
| ------- | ------ | --------- | ---------------------------------------------- | ---------------------------------------------------------- | --------------- | ----- |
|         |        | -         | Fin A-610                                      | Comienzo A-610                                             | A-610 - N-611a  | -     |
|         | 1a     |           | Santander Osorno la Mayor-León Benavente       | Santander Osorno la Mayor-León Benavente-Valladolid Madrid | A-67            | -     |
|         | 1      |           | Vía de Servicio                                | -                                                          | A-610           | -     |
|         | 3      |           | Villamuriel de Cerrato-Soto de Cerrato-Renault | Villamuriel de Cerrato-Soto de Cerrato-Renault             | P-121 - PP-4105 | -     |
|         | 4      |           | Vía de Servicio -                              | -                                                          | -               | -     |
|         | 6      |           | Zona de Servicio -                             | Zona de Servicio - Valladolid-Urb. El Castillo             | A-62 - E-80     |       |
|         | 7      |           | -                                              | Burgos                                                     | A-62 - E-80     |       |
|         |        | -         | Inicio A-610                                   | Fin A-610                                                  | A-610 - N-620   | -     |
|         | -      |           | Palencia                                       | Magaz de Pisuerga                                          | A-610           | -     |

## Imágenes
- Enlace con la A-67
- Enlace con la A-62 E-80
- Enlace con la P-121 y PP-410